# Brzozówka (obwód grodzieński)
Brzozówka (biał. Бяро́заўка) – miasto w rejonie lidzkim obwodu grodzieńskiego Białorusi, na lewym brzegu Niemna, 27 km na południowy wschód od Lidy, znane przede wszystkim z Huty Szkła „Niemen”; 10,8 tys. mieszkańców (2010).
Brzozówka jest jedynym, oprócz Lidy, miastem na terenie rejonu lidzkiego. Położona jest przy drodze Lida-Nowogródek i 7 km od stacji kolejowej Niemen.
W mieście działają dwie parafie – prawosławna (pw. Żyrowickiej Ikony Matki Bożej) i rzymskokatolicka (pw. Zesłania Ducha Świętego).

## Historia
Miejscowość została założona pod koniec XIX w. w miejscu kilku hut, z których pierwsza założona została w 1875. W 1898 wzniesiona została huta szkła, która od 1900 nosi nazwę „Niemen”. Wraz z jej powstaniem pojawiły się domy mieszkalne i osadnictwo.
W latach 1921–1939 Brzozówka leżała na terytorium II Rzeczypospolitej. Istniała tutaj wówczas Huta Szklana Juliusza Stollego Niemen S.A. będąca eksporterem szkła do wielu krajów i regionów na świecie, m.in. do: Holandii, Francji, Palestyny, Syrii, Argentyny, Kanady czy Afryki. 1/4 polskiego szkła eksportowanego pochodziła właśnie z tej fabryki. W hucie tej m.in. wyprodukowano urnę na serce marszałka Józefa Piłsudskiego.

Brzozówka w czasach II Rzeczypospolitej:
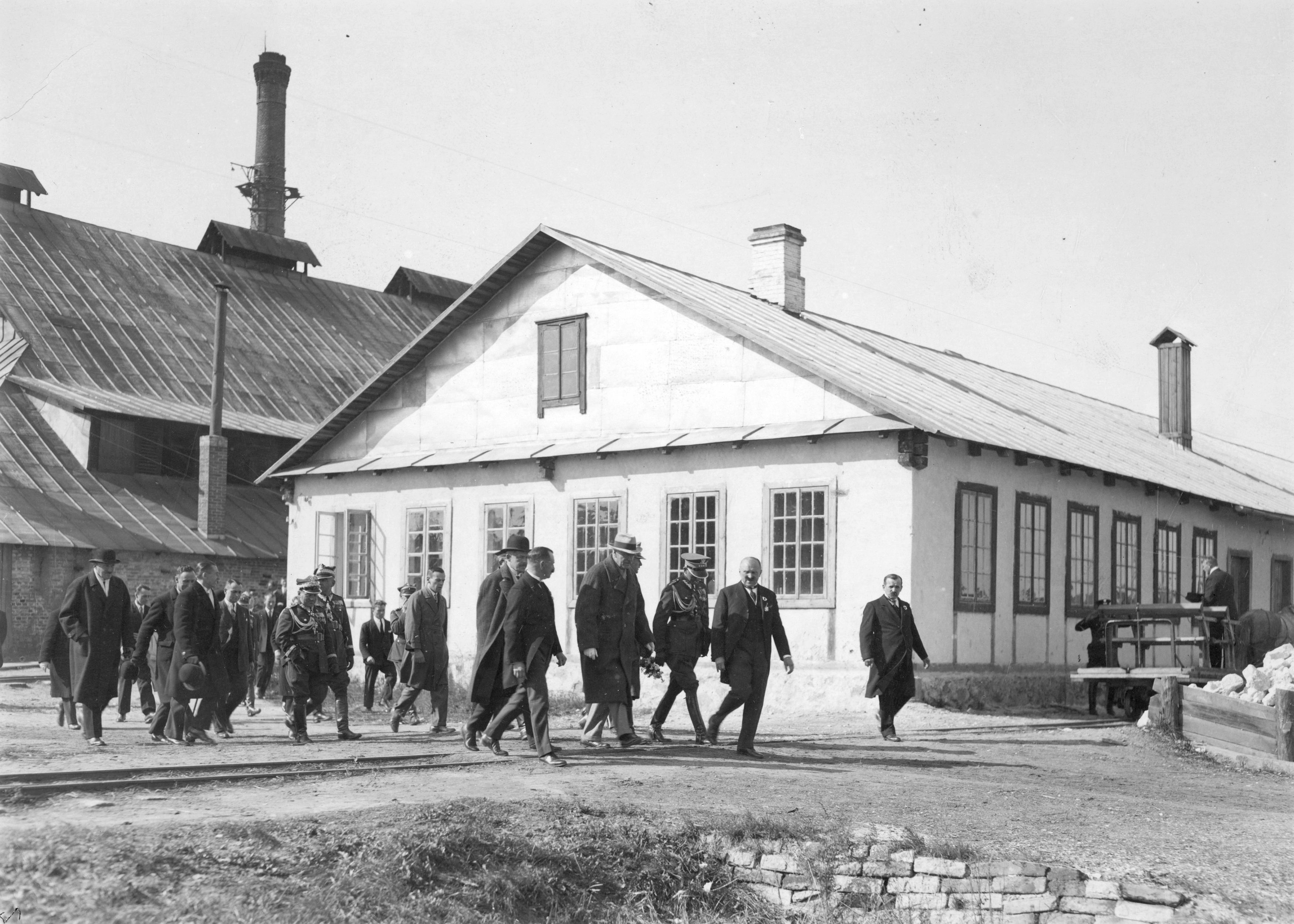
Wizyta prezydenta Ignacego Mościckiego w 1929
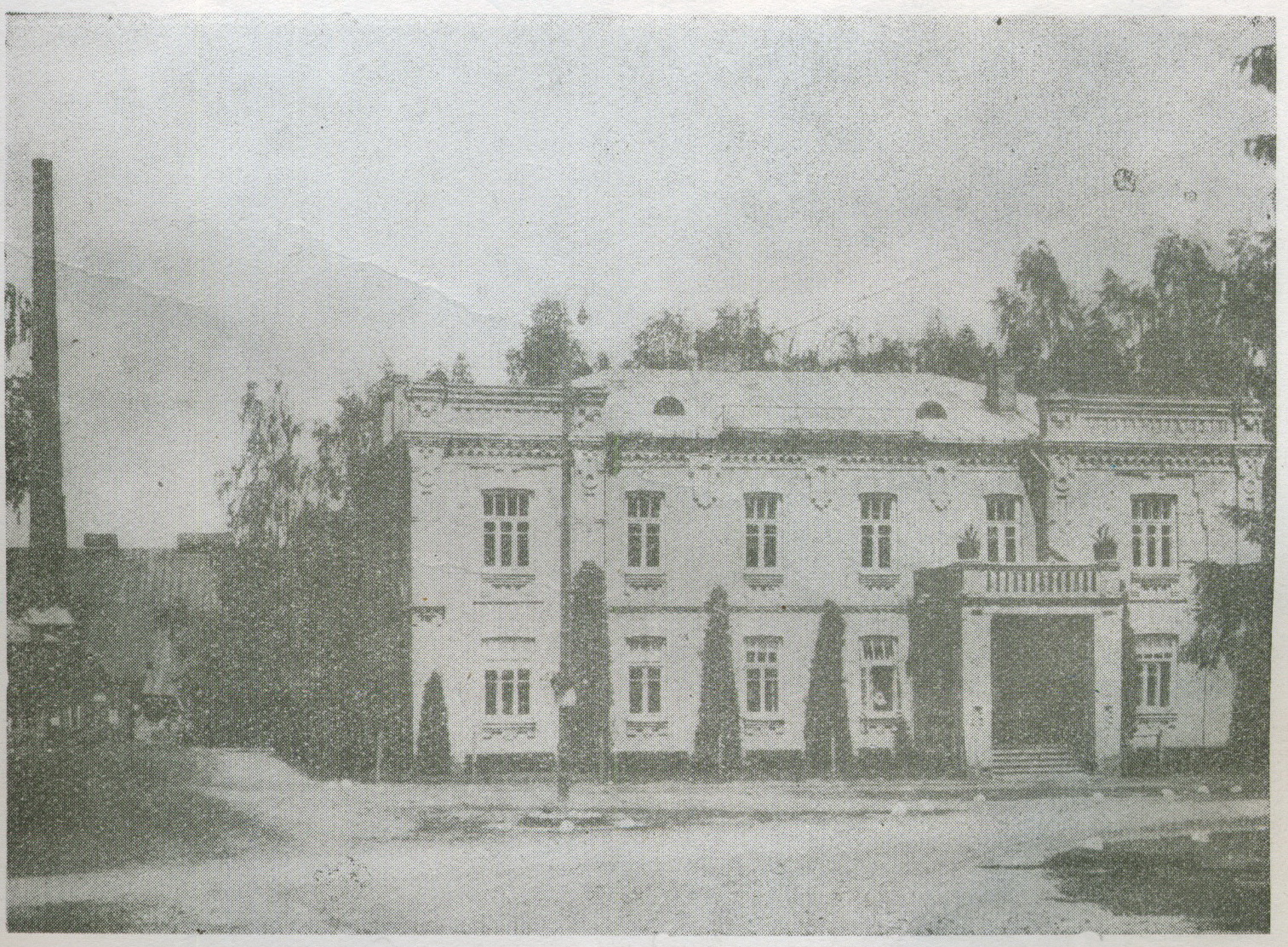
Huta Szkła „Niemen”
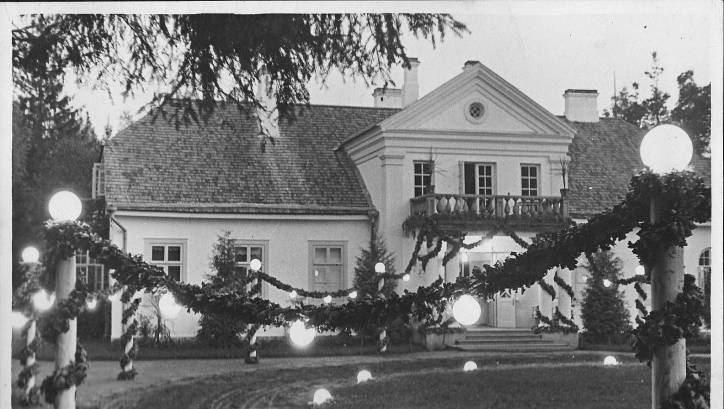
Biały Dworek
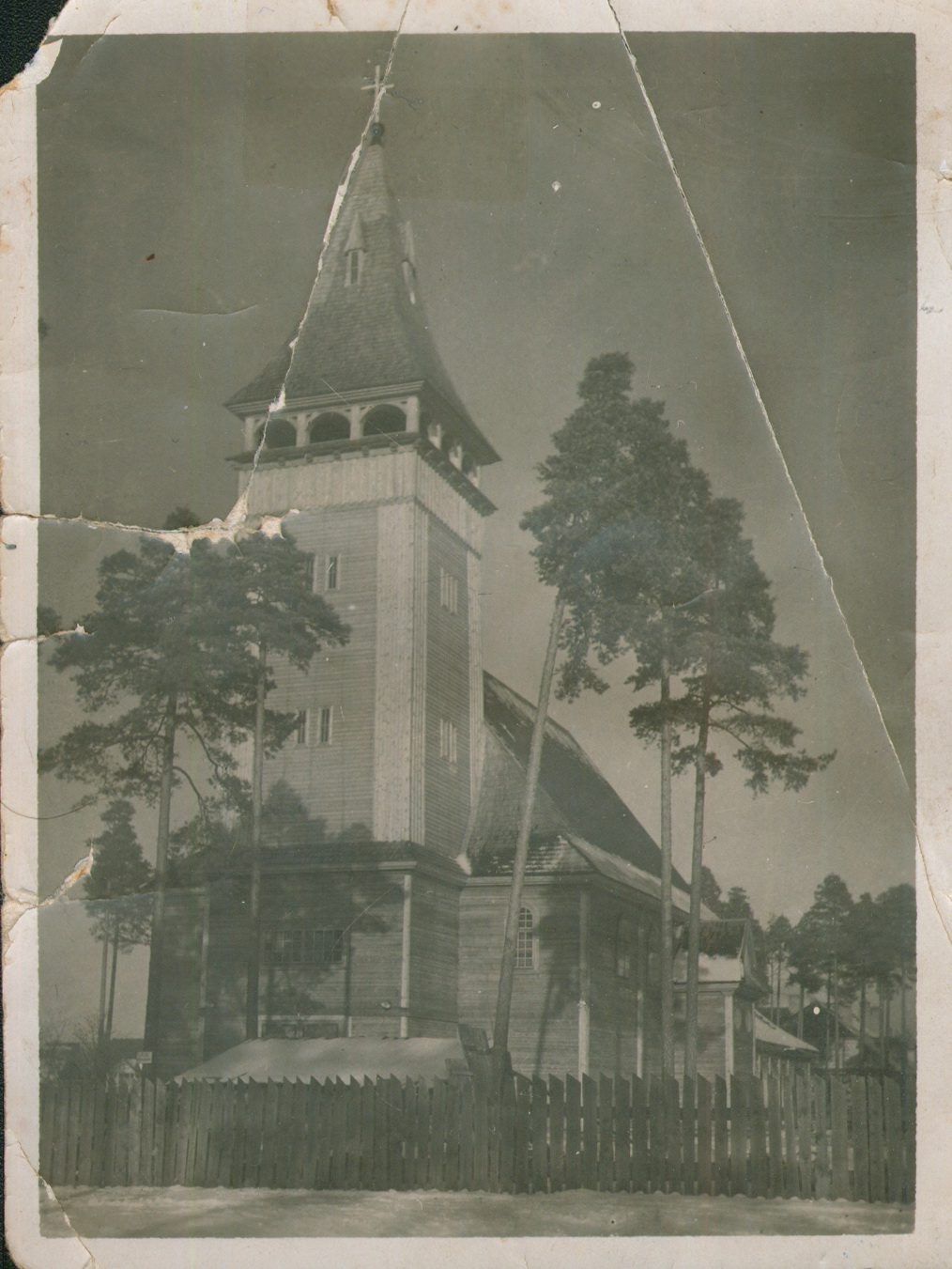
Kościół św. Ducha
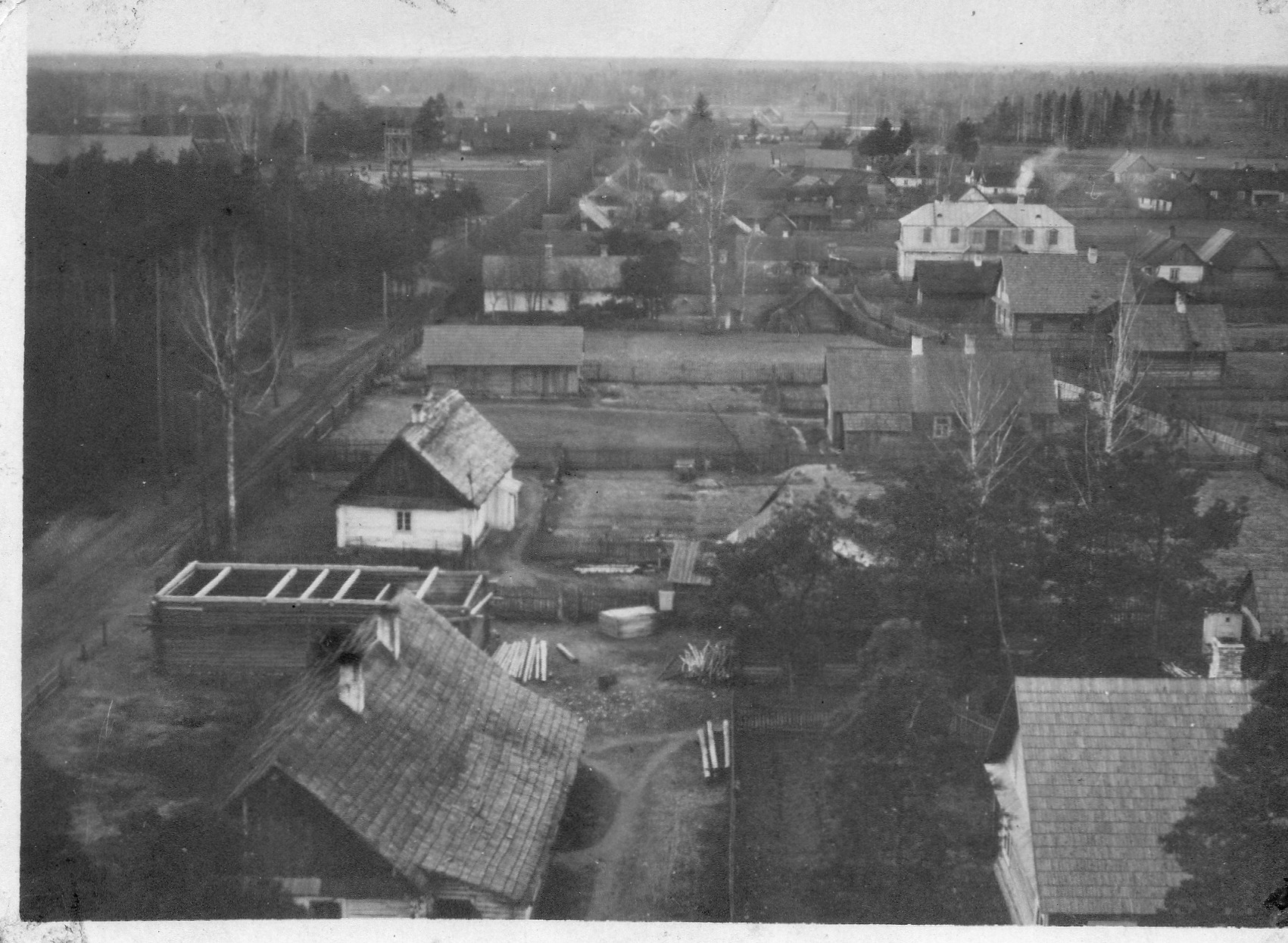
Widok na miejscowość z wieży kościelnej

W wyniku napaści ZSRR na Polskę we wrześniu 1939 została włączona do Białoruskiej SRR. Od 1940 w rejonie nowogródzkim. W 1959 otrzymała status osiedla robotniczego. W 1962 w rejonie lidzkim. Od 1990 posiada status miasta.

## Demografia
- 1969 – 5100 os.
- 1991 – 11 800 os.
- 2004 – 12 000 os.
- 2006 – 11 800 os.
- 2007 – 9726 os.
- 2010 – 10 800 os.

## Urodzeni w Brzozówce
- Czesław Michniewicz – polski trener piłkarski,
- Zmicier Wajciuszkiewicz – białoruski muzyk.

## Galeria

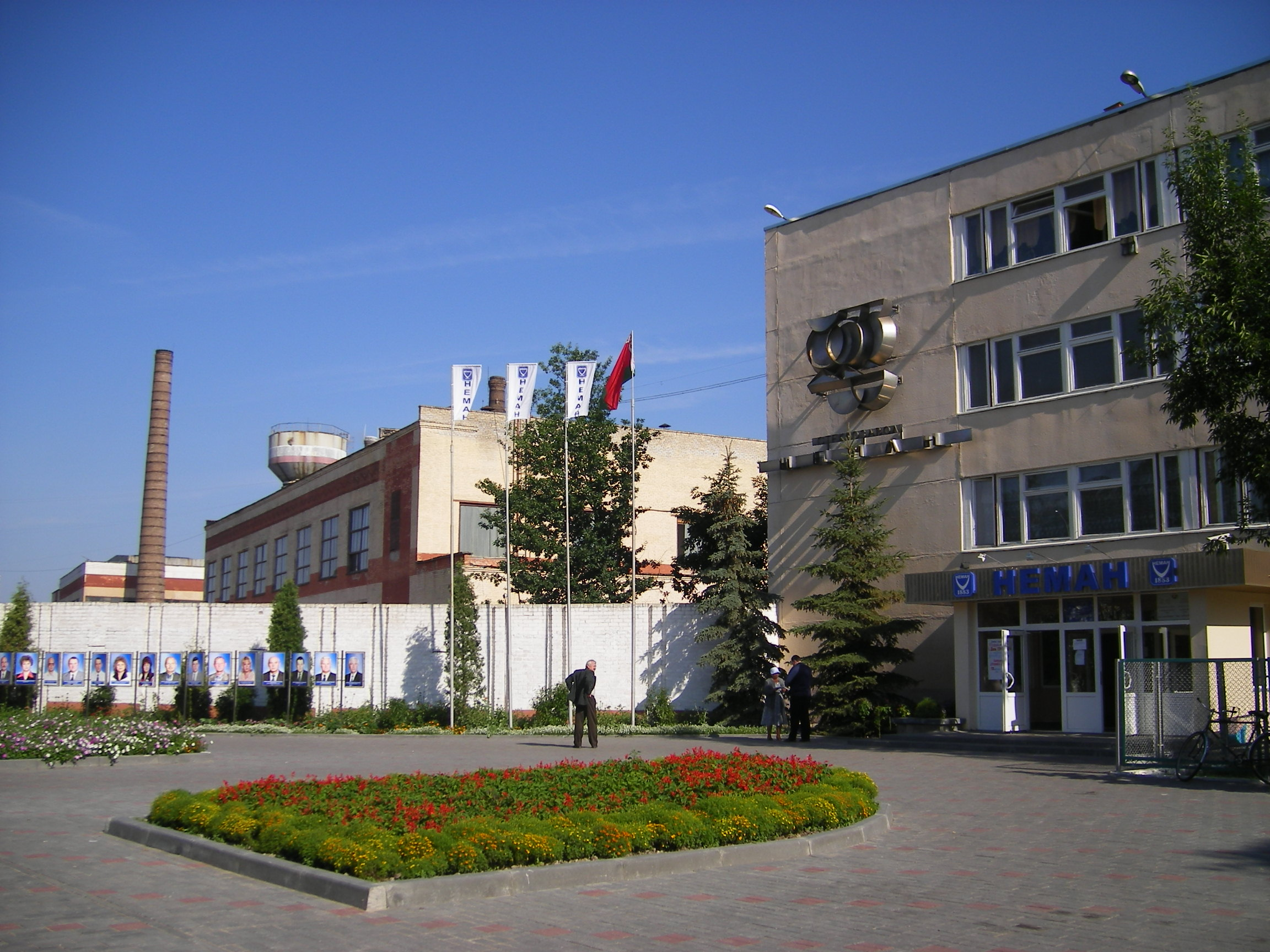
Huta Szkła „Niemen”
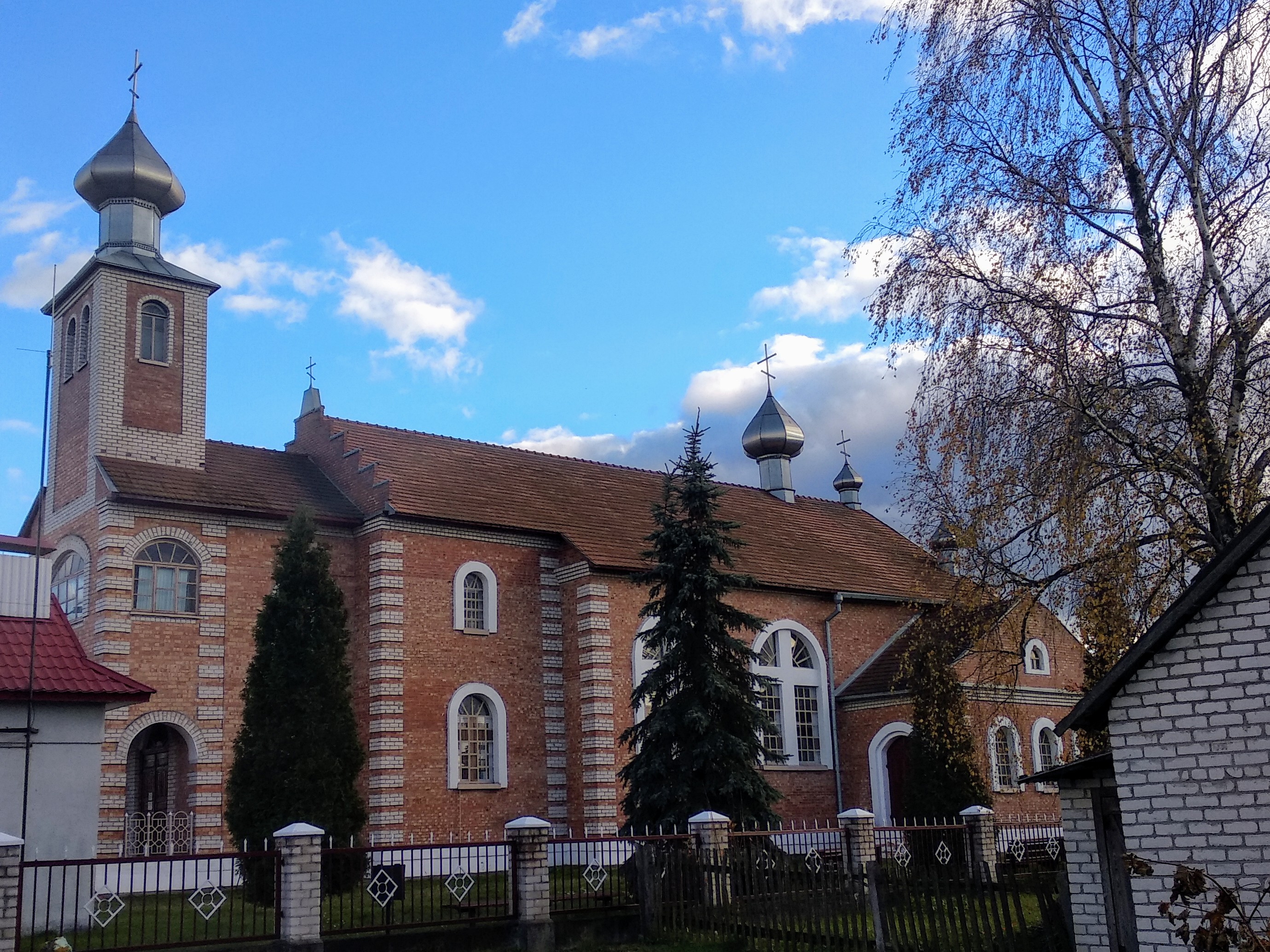
Cerkiew Żyrowickiej Ikony Matki Bożej
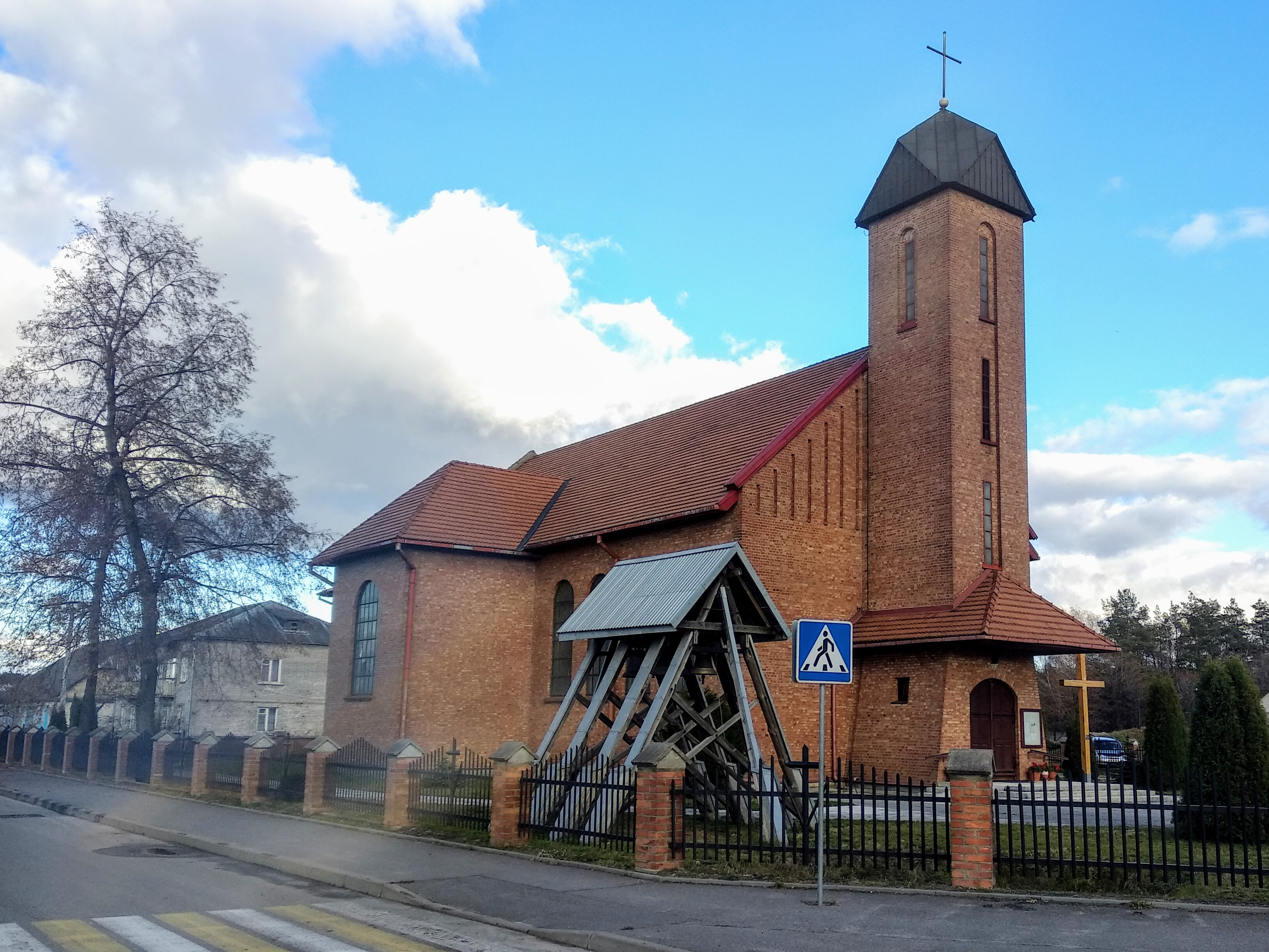
Kościół Świętego Ducha
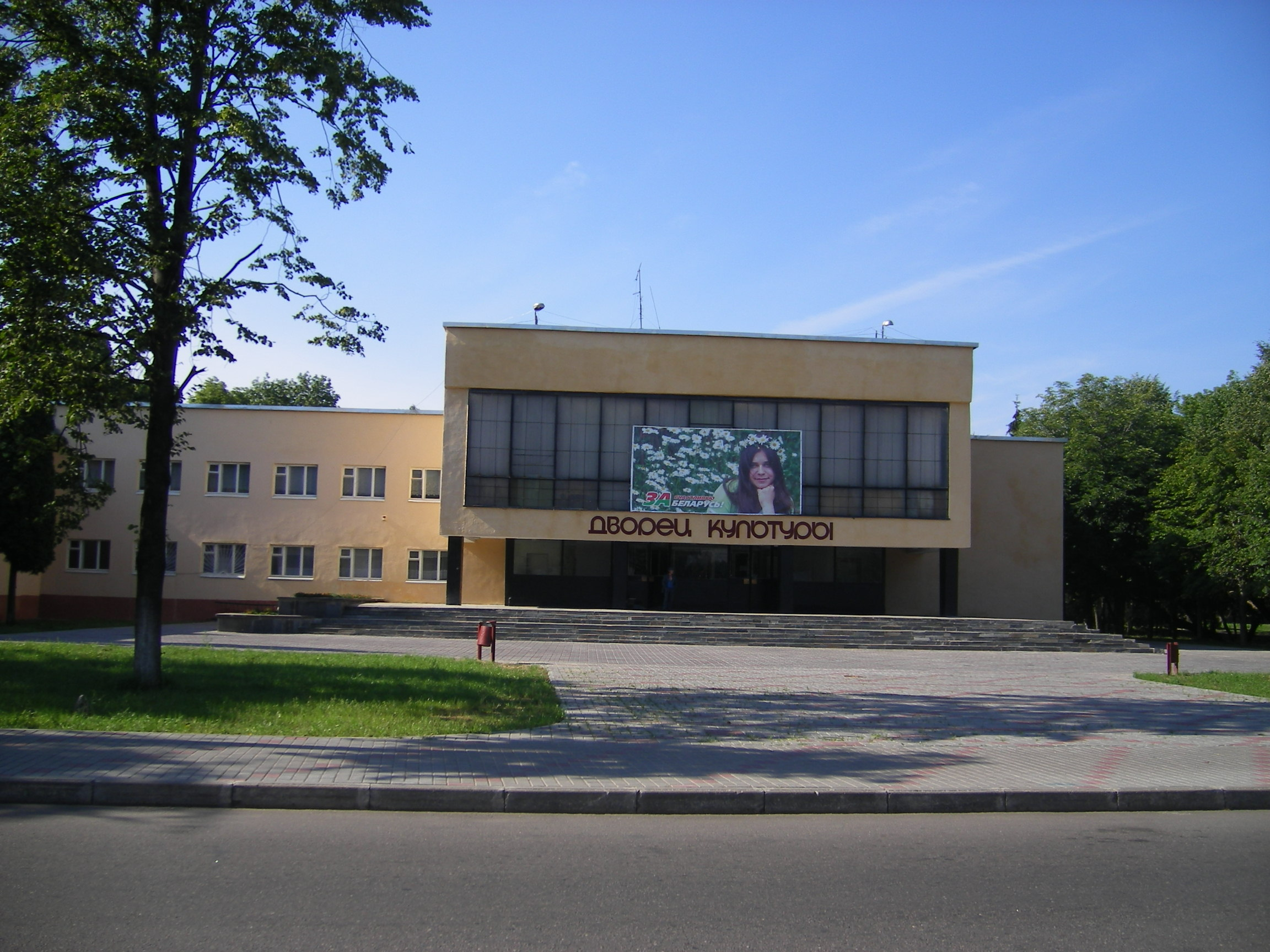
Ośrodek kultury
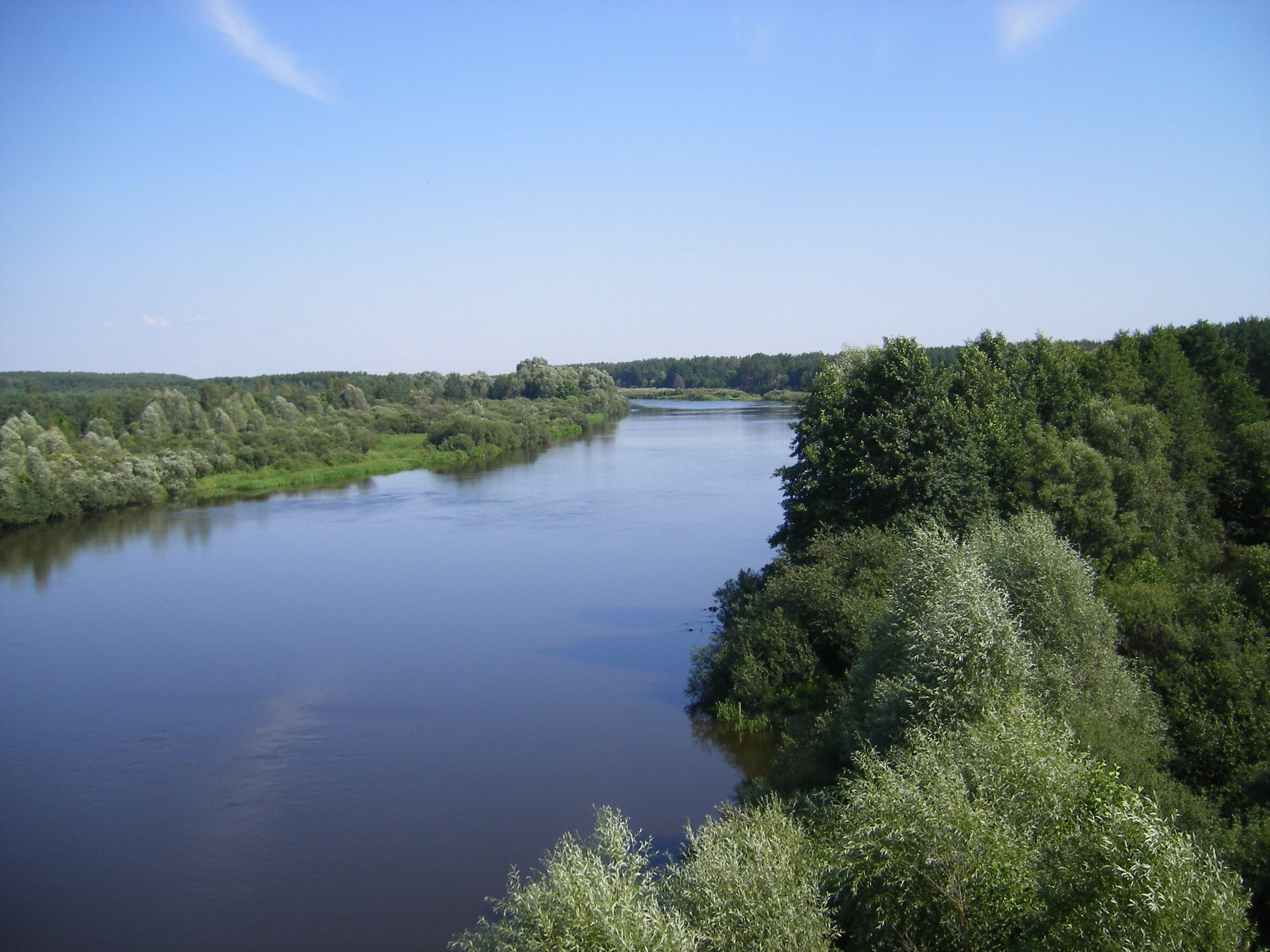
Niemen

## Literatura
- Берёзовка // Туристская энциклопедия Беларуси / редкол. Г. П. Пашков [и др.]; под общ. ред. И. И. Пирожника. — Мн., 2007.— 648 с. ISBN 978-985-11-0384-9.